# Drapeau de Pontejos
Le Drapeau de Pontejos (Bandera de Pontejos en castillan) est le prix d'une régate de trainières qui a eu lieu dans les années 1990 et débuts 2000 et qui était organisé par le Club d'aviron Pontejos.

## Histoire
En plus d'octroyer au vainqueur de la régate le Drapeau de Pontejos, on octroie aussi à la meilleure équipe cantabre le Drapeau Commémoratif José Luis Valdueza, décerné pour la première fois en 1997. Lors de cette édition, ainsi que celle de 1998 c'est l'équipage de Pedreña qui reçoit le drapeau commémoratif, en 1999 celui de Santander, en 2000 celui d'Astillero et en 2001 à nouveau Pedreña.
En 1997, 1999 et 2001 le Drapeau a été disputé en même temps que le Drapeau Marina de Cudeyo.

## Palmarès
| Edition | Année | Vainqueur  | Second          | Troisième         |
| I       | 1996  | Santoña    | Santander       | Camargo           |
| II      | 1997  | Pedreña    | Santurce        | Santander/Santoña |
| III     | 1998  | Pedreña    | Castro Urdiales | San Juan          |
| IV      | 1999  | Urdaibai   | Kaiku           | Santurtzi         |
| V       | 2000  | Astillero  | Castro Urdiales | Santander         |
| VI      | 2001  | Ur-Kirolak | Pedreña         | Ur-Joko           |
| VII     | 2002  | Ur-Kirolak | Zierbena        | Luchana           |

### Sources
- (es) Cet article est partiellement ou en totalité issu de l’article de Wikipédia en espagnol intitulé « Bandera de Pontejos » (voir la liste des auteurs).